# モンテヴェルディ・マリッティモ
モンテヴェルディ・マリッティモ（伊: Monteverdi Marittimo）は、イタリア共和国トスカーナ州ピサ県にある、人口約800人の基礎自治体（コムーネ）。

## 地理

### 位置・広がり

#### 隣接コムーネ
隣接するコムーネは以下の通り。括弧内のLIはリヴォルノ県、GRはグロッセート県所属を示す。
- ビッボーナ (LI)
- カスタニェート・カルドゥッチ (LI)
- モンテカティーニ・ヴァル・ディ・チェーチナ
- モンテロトンド・マリッティモ (GR)
- ポマランチェ
- サッセッタ (LI)
- スヴェレート (LI)

### 気候分類・地震分類
モンテヴェルディ・マリッティモにおけるイタリアの気候分類 (it) および度日は、zona D, 2039 GGである。
また、イタリアの地震リスク階級 (it) では、zona 3 (sismicità bassa) に分類される。